# Lipica (Tutin)
Lipica (Servisch cyrillisch Липица) is een plaats in de Servische gemeente Tutin. De plaats telt 82 inwoners (2002).